# Acacia robusta
Acacia robusta är en ärtväxtart som beskrevs av William John Burchell. Acacia robusta ingår i släktet akacior, och familjen ärtväxter.

## Underarter
Arten delas in i följande underarter:
- A. r. clavigera
- A. r. robusta
- A. r. usambarensis

## Bildgalleri

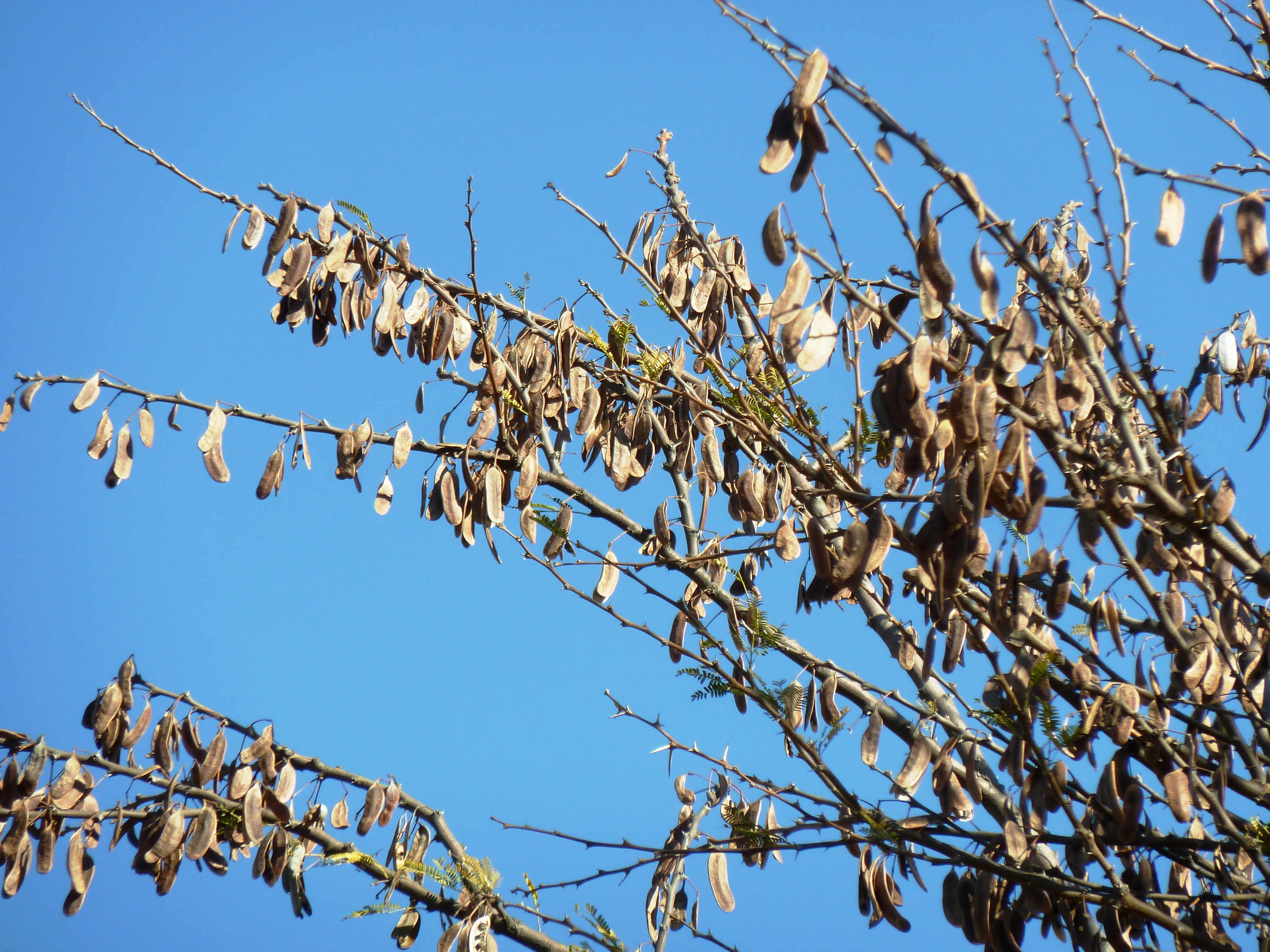
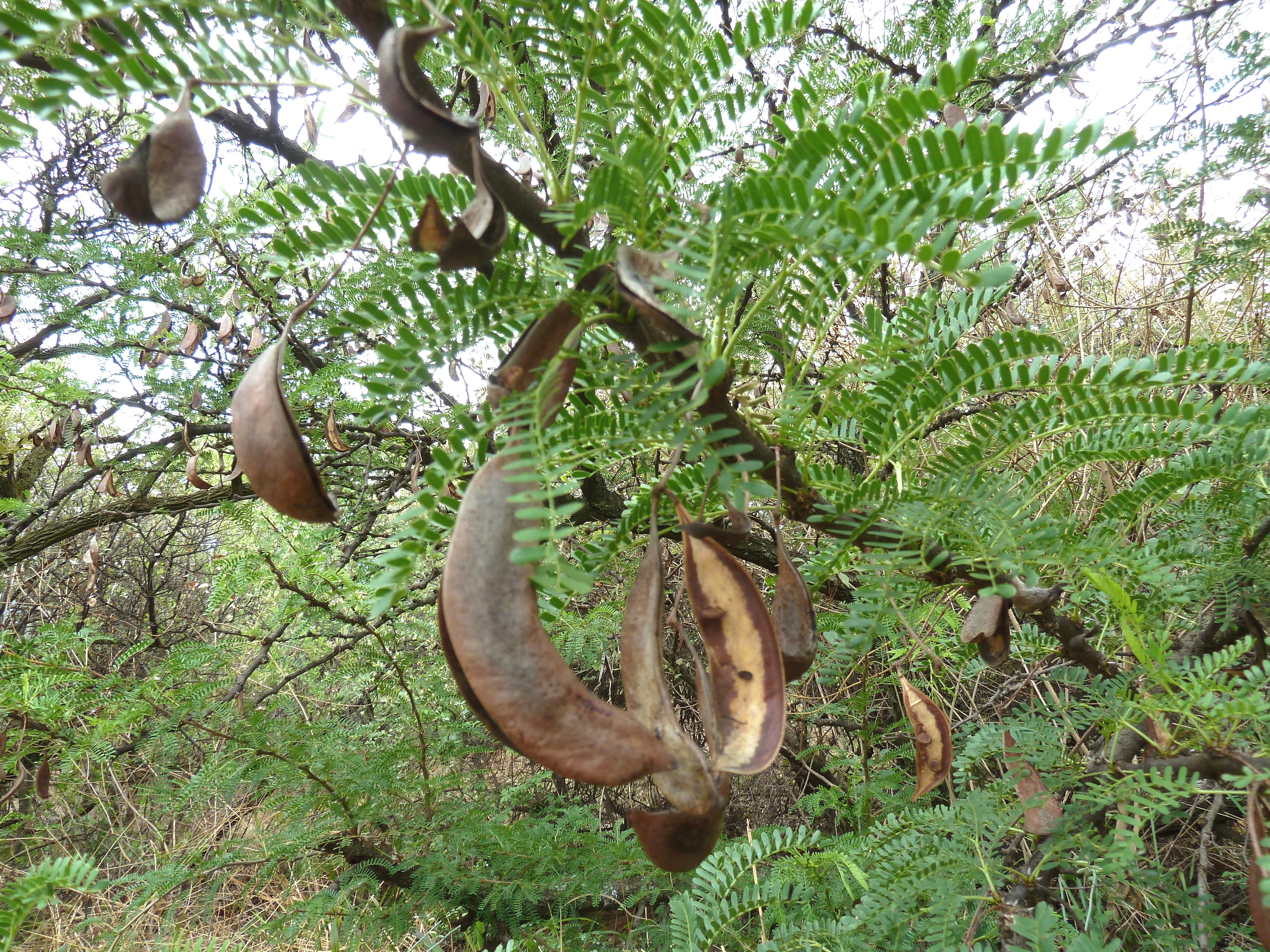
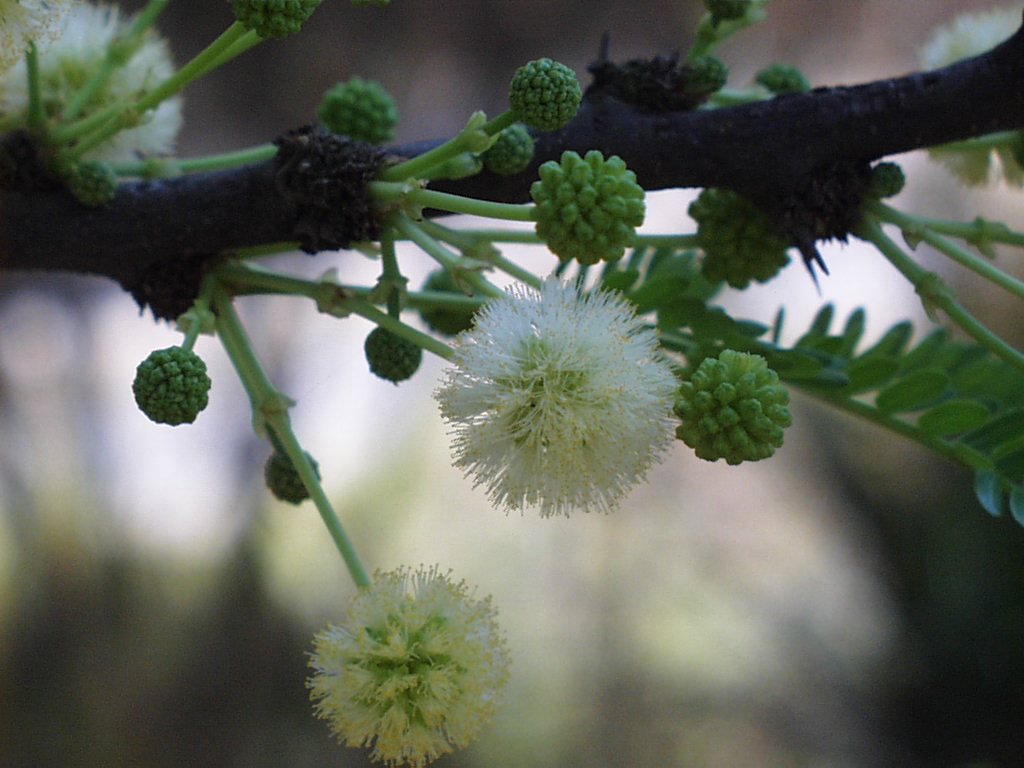
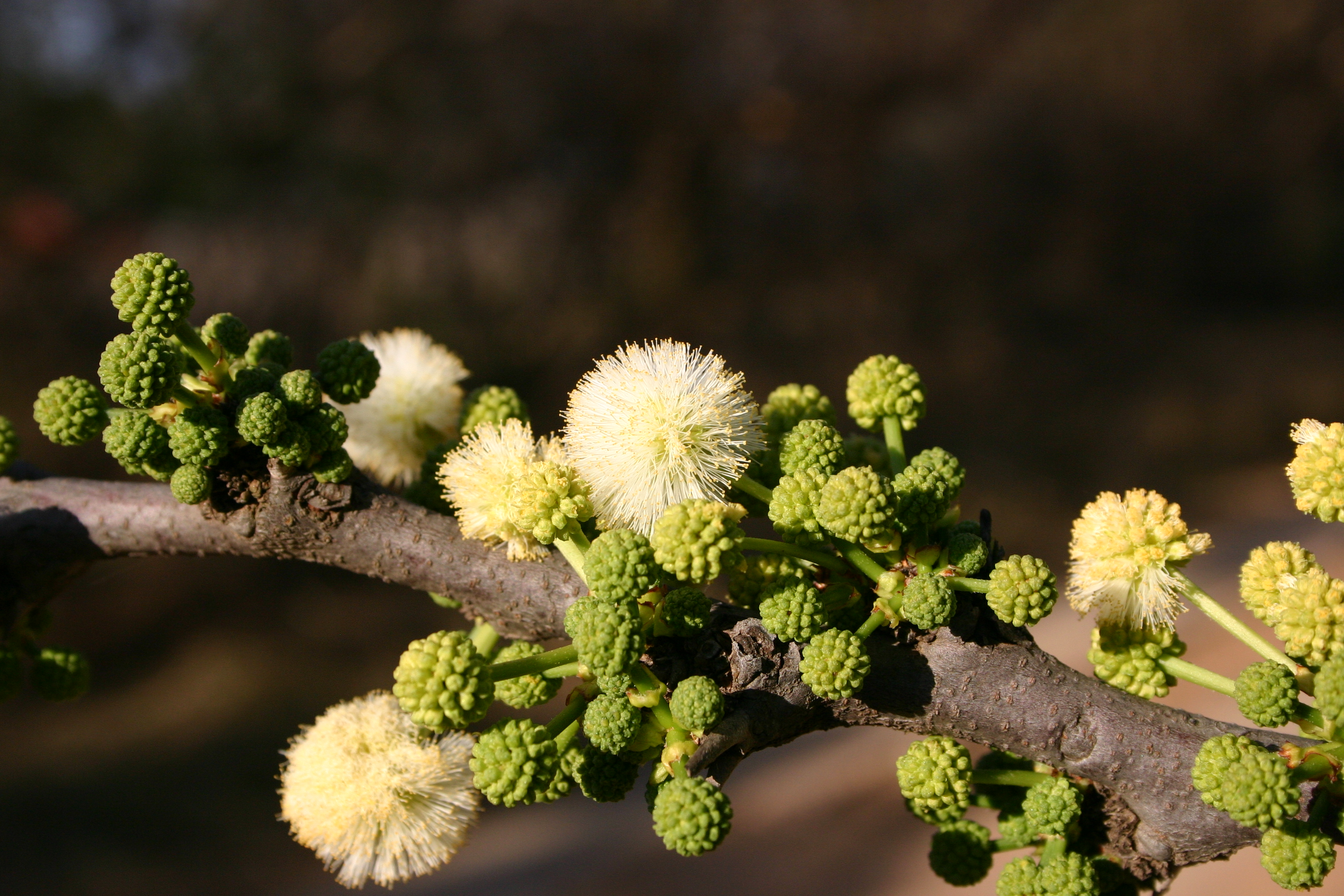